# LTC Prag

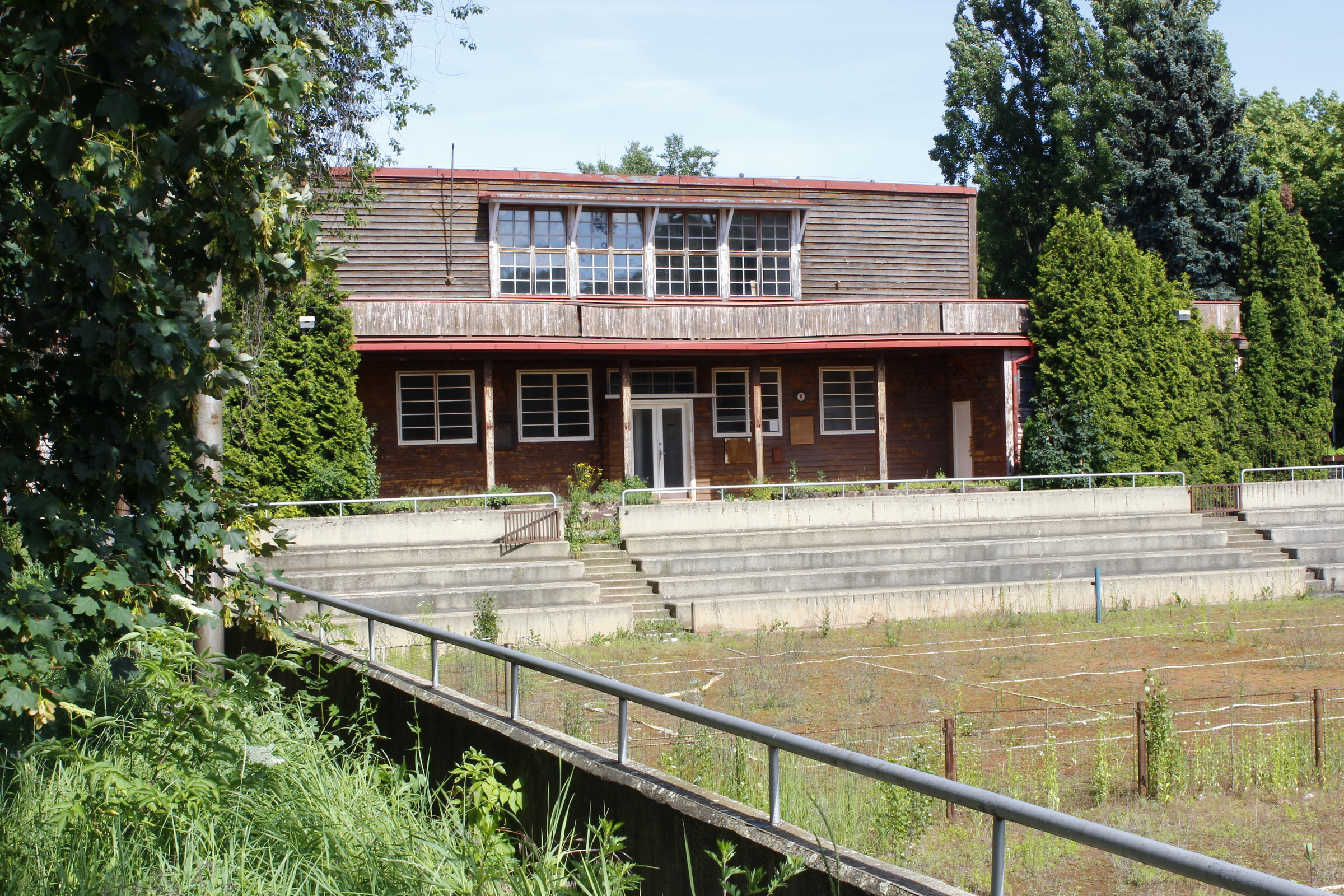
Vereinsgelände des LTC Prag

Der Lawn Tennis Club Prag war ein tschechischer Tennis- und Eishockeyklub aus Prag, der 1904 gegründet wurde und 1964 im heutigen HC Slavia Prag aufging.

## Vereinsgeschichte
Der Lawn Tennis Club Prag (ursprünglich Lawn Tennis Cercle) wurde 1904 von Studenten der Rechtswissenschaftlichen Fakultät der Karlsuniversität in Prag gegründet. Zur Gründung kam es, als Mitglieder der 1903 im Sportverein SK Slavia Prag gegründeten Tennisabteilung diesen verließen. Daher hieß der neue Verein zunächst auch LTC SK Slavia. Hauptsportart zu dieser Zeit war Tennis.
Schon bald wurde das Interesse der Tennisspieler am Bandy so groß, dass eine Mannschaft zusammengestellt wurde. Ende des Jahres 1918 traten die Mitglieder der DEHG Prag dem LTC Prag bei.
Über viele Jahre erlangte der Klub wenig Bedeutung, dies änderte sich erst, als 1927 unzufriedene Spieler von Sparta Prag zu LTC wechselten. Die ambitionierten Spieler bereisten Europa und trafen auf kanadische Mannschaften, wodurch sich ihr Spiel deutlich verbesserte. In den Sommermonaten blieben die Spieler zusammen und spielten Tennis und Fußball. In den 1930er und 1940er Jahren war der LTC Prag in der Tschechoslowakei nahezu konkurrenzlos, und auch in Europa zählte der Klub zur Spitze, gewann er doch sieben Mal den Spengler Cup. Nach 1948 fiel der Klub in Ungnade, viele Spieler mussten die Republik verlassen oder wurden in kommunistischen Lagern inhaftiert. Danach spielte der LTC Prag, 1951 fusioniert mit Tatra Smíchov, nur noch eine untergeordnete Rolle und musste 1957 den Gang in die 2. Liga antreten. 1964 ging LTC in Slavia Prag auf, dem Klub, aus dem er ursprünglich entstanden war.

## Erfolge
- 12× Tschechoslowakischer Meister: 1931, 1932, 1933, 1934, 1935, 1936, 1937, 1938, 1946, 1947, 1948, 1949
- 5× Meister Protektorat Böhmen und Mähren: 1939, 1940, 1942, 1943, 1944
- 7× Spengler Cup Sieger: 1929, 1930, 1932, 1937, 1946, 1947, 1948
- 3× Tatra-Pokal Sieger: 1930, 1931, 1949

## Spengler Cup

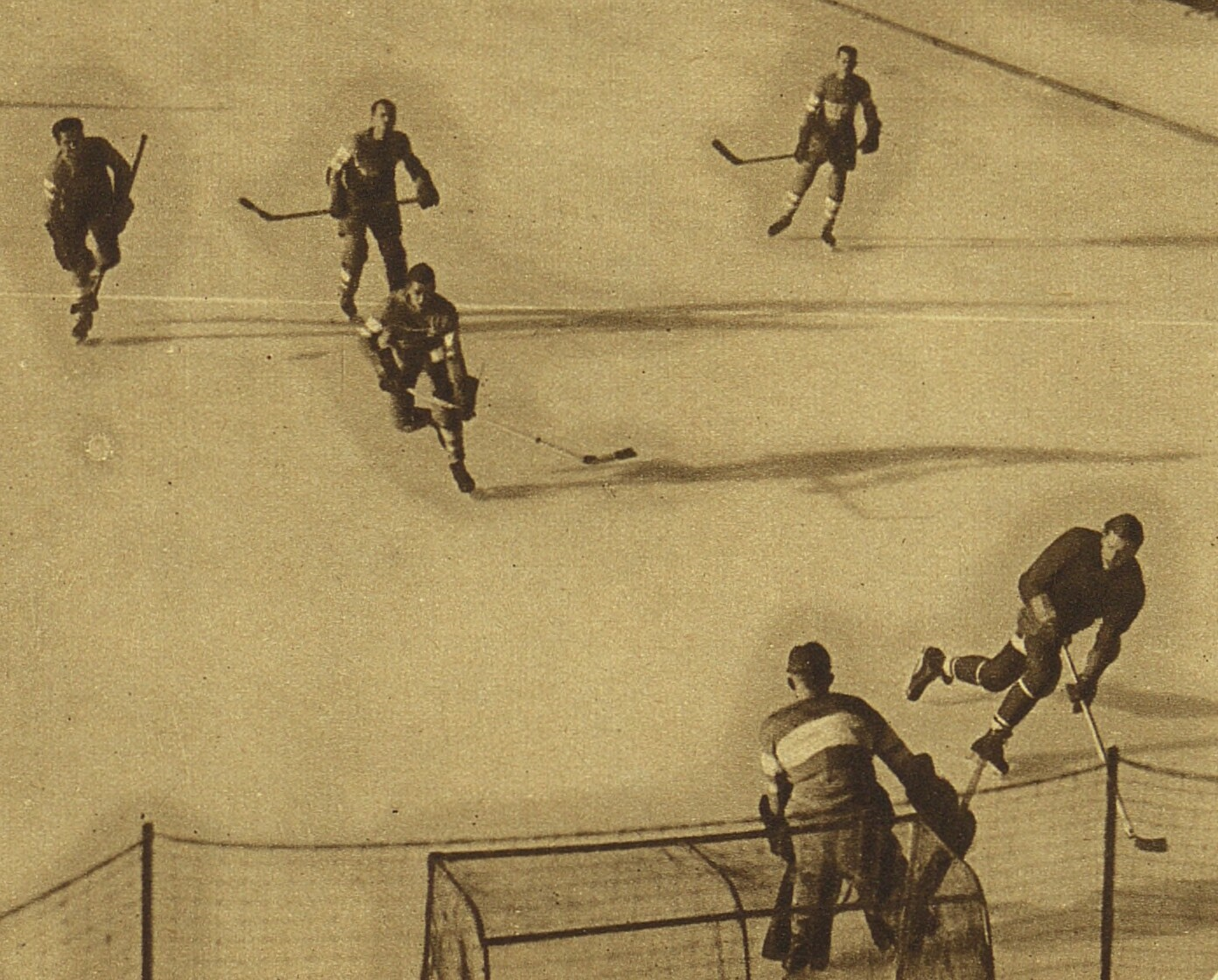
Karel Hromádka erzielt ein Tor gegen den Akademischen EHC Zürich beim Spengler Cup 1932

Zwischen 1929 und 1948 nahm der LTC Prag regelmäßig am Spengler Cup teil und konnte diesen Wettbewerb insgesamt sieben Mal gewinnen.
- 1929 – Sieger
- 1930 – Sieger
- 1932 – Sieger (gemeinsam mit der University of Oxford)
- 1933 – Platz 4
- 1936 – Finalist
- 1937 – Sieger
- 1938 – Platz 2
- 1945 – Platz 3
- 1946 – Sieger
- 1947 – Sieger
- 1948 – Sieger

## Bekannte ehemalige Spieler
| - Viktor Lonsmín - Josef Trousílek - Bohumil Modrý - Jan Peka - František Pácalt - Mike Buckna | - Josef Maleček - Miroslav Pokorný - Alois „Lolek“ Cetkovský - Jaroslav Citta - Jiří Tožička - Ladislav Troják | - Zbyněk Peters - Vladislav Müller - Miroslav Charouzd - Václav Roziňák - Tomáš Švihovec | - Karel Stibor - Vilibald Šťovík - Vladimír Zábrodský - Oldřich Zábrodský junior - Oldřich Zábrodský senior |